# Guido Morini
Guido Morini (°1959, Milaan) is een Italiaans pianist, orgelist, klavecinist, musicoloog en componist.

## Biografie
Guido Morini werd in 1959 geboren in Milaan. Over zijn muzikale ontwikkeling vertelt hij als volgt:
"Een dienstig karakter, goede voorbereiding en een zekere mate van geluk hebben me geholpen een plaats in de concertwereld te veroveren. Na een periode van hard werken om mijn rang te bevestigen, begon ik te werken met verschillende bekende ensembles, die nuttig waren voor mijn curriculum en mijn carrière, zonder er echter in te slagen een weg te vinden die me de voldoening gaf die ik zocht. Ik voelde een groeiend gevoel van onbehagen en bereikte een punt waarop ik besloot om van baan te veranderen. Maar zoals zo vaak gebeurt als je een dieptepunt hebt bereikt, diende zich plotseling een uitweg aan: ik ontdekte het theater en stortte me in deze nieuwe wereld met al het enthousiasme en de naïviteit van een beginner. Ik wilde acteur worden en ging studeren in een kleine school met een enorme traditie. Ik bracht er een aantal jaren van mijn leven door met een overweldigende intensiteit. De muzikale inspiratie begon weer te stromen en heeft geleid tot de oprichting van Accordone met mijn vrienden Marco Beasley en Stefano Rocco, het werd een groep vol energie en ideeën, waarin wij ons trachten te profileren buiten de grenzen van academische interpretatie."

## Werk

### Uitvoerend
Hij studeerde orgel en klavecimbel, legde zich toe op oude muziek en verdiepte zich hiertoe in de studie van basso continuo en improvisatie.
Morini concerteerde met de meest vooraanstaande musici van Europa. 
Hij verleende zijn medewerking aan meer dan zeventig opnames, waarvan verscheidene bekroond werden met internationale prijzen.

### Scheppend
Morini begon met het schrijven van arrangementen en bewerkingen in de lijn van de oude muziek alvorens over te gaan tot vrije compositie. 
Aan het Teatro Arsenale in Milaan is hij verbonden als componist voor de muziekproducties. Hij arrangeert en componeert ook oratoria en sacrale muziek voor zijn ensemble Accordone. 
Net als de vroegere kapelmeesters schrijft Morini nieuw repertoire speciaal voor eigen concerten.
In 2002 creëerde hij zo de opera Una Odissea op tekst van zanger Marco Beasley en in 2005 Vivifice Spiritus Vitae Vis, het eerste deel van Servabo (een trilogie toegewijd aan de Heilige Drievuldigheid). Hiervoor componeerde hij muziek in de stijl van de renaissance en de barok. 
Het doel van deze projecten was een muzikale taal te ontwikkelen die het hart van de 21ste-eeuwse luisteraar kan ontroeren.

### Onderzoek
Met Marina Spreafico richtte hij binnen het Teatro Arsenale een atelier op dat zich toelegt op het onderzoek naar de verbanden tussen geluid, ruimte, beweging en instrument.

## Accordone
Het ensemble Accordone werd door Guido Morini en zijn vrienden Marco Beasley en Stefano Rocco opgericht in 1984. 
In Accordone delen zij hun passie voor een musicologische benadering van de problematiek van de uitvoeringswijze van Italiaanse vocale muziek uit de renaissance tot de vroege achttiende eeuw.
Lo Tasso Napolitano in 1991 was het eerste project met een duidelijk dramatische inslag. 
Vanaf dan werden concerten met integratie van muziek en drama het handelsmerk van de groep.
In een periode waar monografische programma's haast verondersteld werden, kenden ze veel succes met Vox clamans in solitudine, een productie uit 1995 met nevenschikking van teksten en muziek uit diverse streken, periodes en tradities.
Twee jaar later werd Il Salotto Napoletano gecreëerd, een intieme kennismaking met de wereld van de klassieke Napolitaanse canzona van de negentiende eeuw. 
Hierop volgden Il sogno d'Orfeo (1999), een echte kameropera, en Via Toledo (2001), een bloemlezing uit mondelinge, muzikale tradities van Zuid-Italië. 
De vraag naar canons uit de zeventiende eeuw bracht Morini en Beasley er toe een gedramatiseerd concert voor te bereiden dat het theatrale facet sterker tot uiting laat komen en de zanger in een karakter transformeert.
Daarenboven gingen ze de uitdaging aan om de inbreng van de instrumenten als het ware op maat van het repertoire te maken. 
Hierin benadert de uitvoering van Ex tenebris vita een hedendaags gebruik van de muzikale taal.
In 2001 kwam Una Odissea tot stand. 
In 2003 was er de uitgave van La Bella Noeva, hun eerste studio-opname bij het label "Alpha". 
Een jaar later volgde Vivifice Spiritus Vitae Vis (“Servabo”), een sacrale compositie van Guido Morini op teksten uit het Oude Testament. 
In 2004 werd Frottole gebracht, een project gewijd aan de muzikale traditie van de late renaissance in Italië, net als Recitar Cantando, volledig opgebouwd rond de gelijknamige stijl die ontstond in de zeventiende eeuw.

## Recensies
Vanwege zijn onconventionele omgang met historische bronnen wekte Morini aanvankelijk enige achterdocht bij het publiek. 
Oude Italiaanse tarantella's, villanesca's en ricercares pepte hij op met hier en daar een akkoord vreemd aan de oude muziek, zo vond men, en in het uiterste geval componeerde hij de stukken zelf. 
Inmiddels wordt Morini echter algemeen geaccepteerd en zelfs gewaardeerd als een musicus die veel luisteraars dichter bij de oude muziek heeft gebracht.
Over Una Odissea:
"Als een duivelskunstenaar is Morini tekeergegaan, zoveel is zeker, maar het potje dat hij ervan gemaakt heeft is één groot feest, op het lijf geschreven van zowel Beasley als het Nederlands Blazers Ensemble. Una Odissea is soms door al dat bazuinachtige getoeter nauwelijks van een vroege opera te onderscheiden, maar, mede door de klank van de Steinway die steeds weer de kop opsteekt, toch ook onmiskenbaar een moderne compositie. Een verrassend stukje muziekspektakel..." (Jolande van der Klis - Klassieke Zaken Magazine)
Over Una Iliade:
"Morini's irreverent disregard for convention and consistency is balanced with more serious moments, so that the whole is effective and ultimately moving, and has its own kind of integrity in giving voice to the range of emotions expressed by the many characters in Homer's epic." (Stephen Eddins - All Music Guide)
Over Il settecento Napoletano:
"Met Il settecento Napoletano voegen Beasley en Morini een nieuw kwaliteitshoofdstuk toe aan een reeks die voorlopig zonder einde lijkt. Beiden zijn archeoloog, ontdekkingsreiziger en musicus in een. En succesvolle schatgravers in de geschiedenis van de muziek. Wat zij doen heeft zonder uitzondering een hoog niveau." (Cornell Evers - Klassieke Zaken Magazine)

## Discografie
- Improvisando (Glossa)
- Novellette e Madrigali (Dynamic)

- Una Odissea (Marco Beasley, Guido Morini - Accordone & Nederlands Blazers Ensemble) (2002, NBELive)
- La Bella Noeva (Marco Beasley, Guido Morini - Accordone) (2003, Alpha)
- Vivifice spiritus vitae vis ("Servabo") (Marco Beasley, Guido Morini - Accordone) (2004, Alpha)
- Le Frottole (Marco Beasley, Guido Morini - Accordone) (2005, Cypres)
- Recitar Cantando (Marco Beasley, Guido Morini - Accordone) (2006, Cypres)
- Il settecento Napoletano (Marco Beasley, Guido Morini - Accordone) (2007, Cypres)
- Una Iliade (Marco Beasley, Guido Morini - Nederlands Blazers Ensemble & Hilliard Ensemble) (2009, NBELive)
- Solve et Coagula (Marco Beasley, Guido Morini - Accordone) (2014, Alpha)